# Zion I
Zion I est un groupe de hip-hop américain, originaire d'Oakland, en Californie. Le groupe se compose de Baba Zumbi et Amp Live.

## Biographie
Zion I publie son premier album, Mind Over Matter en 2000. Il est nommé dans la catégorie « album indépendant de l'année » par le magazine The Source. Le deuxième album, Deep Water Slang V2.0, est publié en 2003. True and Livin' est publié en 2005 et fait participer Gift of Gab, Talib Kweli, et Aesop Rock. Heroes in the City of Dope, leur premier album avec The Grouch est publié en 2006. Zion I publie son sixième album, The Takeover, en 2009.
Zion I publie ensuite son septième album, Atomic Clock, en 2010, puis Heroes in the Healing of the Nation, leur second album avec The Grouch publié en 2011.
Le neuvième album du duo, Shadowboxing, est élu l'un des « 10 meilleurs albums de hip-hop de la Bay Area en 2012 » par SF Weekly.
Stephen Gaines, connu sous le nom de Baba Zumbi, décède le 13 Août 2021 à l'âge de 49 ans, à l'hôpital Alta Bates de Berkeley, Californie.

## Discographie

### Albums studio
- 2000 : Mind Over Matter
- 2003 : Deep Water Slang V2.0
- 2005 : True and Livin'
- 2006 : Break a Dawn
- 2006 : Heroes in the City of Dope
- 2007 : Street Legends
- 2009 : The Take Over
- 2010 : Atomic Clock
- 2011 : Heroes in the Healing of the Nation
- 2012 : Shadowboxing
- 2016 : The Labyrinth
- 2018 : The Tonite Show with Zion I

### Compilations et mixtapes
- 2010 : Zion I Sampler
- 2008 : The Search and The Seizure Mixtape
- 2003 : Curb Servin': The Mixtape Sessions
- 2004 : Politicks: Collabs and B-Sides
- 2004 : Family Business
- 2007 : Street Legends
- 2009 : Bringers of the Dawn
- 2010 : Bless: The Beginners Guide to Zion I